# 치욕의 대지
《치욕의 대지》(영어: Mudbound)는 2017년 공개된 미국의 역사 영화로, 디 리스가 연출하고 리스와 버질 윌리엄스가 공동 각본을 맡았다. 힐러리 조던이 2008년 발표한 동명 소설 "머드바운드"가 원작이다. 케리 멀리건, 개릿 헤들런드, 제이슨 클라크, 제이슨 미첼, 메리 J. 블라이지 등이 출연하였다. 이 영화는 미시시피주 시골 지역으로 돌아온 흑인과 백인 두 제2차 세계 대전 참전 용사가 각각 인종 차별과 PTSD를 겪는 모습을 묘사한다.
본 촬영은 2016년 5월 루이지애나주에서 시작됐다. 2017년 1월 21일 2017년 선댄스 영화제에서 최초 상영되었다. 2017년 11월 17일 넷플릭스에서 공개되었고, 같은 날 일부 극장에서도 개봉했다. 영화는 각본, 연출, 미첼과 블라이지가 펼친 연기를 중심으로 보편적으로 극찬을 받았으며, 제75회 골든 글로브상에서 영화 부문 여우조연상(블라이지)과 주제가상("Mighty River") 두 부문 후보에 올랐다.

## 줄거리
미시시피주 삼각주 외딴 농가에 사는 헨리 매캘런에겐 도시 출신 아내 로라, 딸 둘, 패피(아빠)로 불리는 지독한 인종 차별주의자 아버지가 있다. 비가 내리면 마을 다리가 물에 잠겨 가족들은 진흙탕 안에 갇히게 된다("mudbound"). 매캘런 농장에 살며 목화밭에서 일하는 흑인 소작농 햅 잭슨과 아내 플로렌스는 언젠가 본인들 땅을 소유하는 것이 꿈이다. 
제2차 세계 대전이 터지면서 헨리의 동생 제이미와 잭슨가 장남 론젤이 각각 항공단과 육군으로 불려간다. 유럽 전장에서 제이미는 노스 아메리칸 B-25 미첼을, 론젤은 전차를 몬다. 
그 사이 햅은 파상풍에 걸린 노새를 안락사시키게 된다. 헨리는 무려 수확물 절반을 내는 조건으로 자기 노새를 반강제로 빌려준다. 반면 로라는 두 딸이 백일해를 앓을 때 플로렌스가 치료해주자 아예 아이들 보모로 고용한다. 인근 흑인 사회 목사인 햅이 교회를 짓다가 추락해 다리가 부러져 밭일을 못하게 됐을 때는 몰래 헨리 비상금을 빼내 햅 진찰비로 주기까지 한다. 
종전 후 론젤과 제이미는 전쟁 영웅이 되어 돌아온다. 그러나 제이미는 PTSD로 알코올 의존증이 되고 인종 차별이 덜한 유럽 환경에 익숙해져있던 론젤은 미시시피 내에 여전히 뿌리 깊게 잔재한 흑인 혐오에 직면한다. 전장 경험을 바탕으로 둘은 자연스레 유대감을 형성한다. 로라는 남편 헨리와 달리 섬세하고 잘생기고 매력있는 제이미에게 이끌리고, 결국 관계를 맺는다. 
전쟁 중 만난 독일인 여성과의 사이에 아이가 하나 있는 론젤은 아들 사진을 패피에게 들키고 만다. 패피와 쿠 클럭스 클랜이 백인 여성과의 사이에서 자식을 봤다는 이유로 론젤에게 사형을 구형하고 죽이려하자 제이미가 론젤을 구하려다가 똑같이 심하게 폭행당한다. 패피는 제이미가 론젤에게 내릴 형벌을 고르도록 강요한다. 눈, 혀, 고환, 죽음의 네 선택지 중에서 제이미는 혀를 고른다.
그날밤 제이미는 패피를 베개로 눌러 죽인다. 로라는 헨리에게 패피가 수면 중 사망했다고 거짓말한다.
햅은 얼마 안 되는 세간살이를 챙겨 떠나는 길에 패피의 매장을 도와달라는 헨리의 요청을 받는다. 이에 마지못해 응한 햅은 패피가 저지른 악행을 상기하며 욥기 14장 2-12절을 읊는다. 
후에 제이미는 도시로 떠나고, 유럽으로 건너간 론젤은 독일인 연인, 아들과 재회한다. 

## 출연
- 케리 멀리건 - 로라 매캘런 역
- 개릿 헤들런드 - 제이미 매캘런 역
- 제이슨 클라크 - 헨리 매캘런 역
- 조너선 뱅크스 - 패피 매캘런 역
- 메리 J. 블라이지 - 플로렌스 잭슨 역
- 롭 모건 - 햅 잭슨 역
- 제이슨 미첼 - 론젤 잭슨 역
- 케네디 디로진 - 릴리 메이 잭슨 역
- 켈빈 해리슨 주니어 - 위크스 역
- 딜런 아널드 - 칼 애트우드 역
- 클로디오 라니아도 - 펄먼 의사 역